# Henri Loche
Henri Loche (* 18. Januar 1929 in Paris) ist ein französischer Komponist.
Loche war Schüler von Robert Planel und studierte am Conservatoire National Supérieur de Musique bei Henri Challan. Bis 1994 unterrichtete er an verschiedenen Schulen in Paris. Für die Kantate La Nuit des Songes erhielt der 1992 den Preis für Chorkompositionen der Ile de France. Er komponierte Kantaten, kammermusikalische Werke und Klavierstücke.

## Werke
- Brevissima für Flöte und Harfe
- Ballade für Flöte und Harfe
- Konzertstück für Flöte und Streichquartett
- Fantaisie concertante für Flöte und Streichquartett
- Fileuse für Violoncello und Klavier
- Impromptu für Violoncello solo
- Méandres für Flöte solo
- Mosaïque für Alt und Klavier
- Streichquartett
- Tombeau d'Arlequin für Saxophonquartett
- Trio Hautbois für Fagott und Klavier
- Variations comiques für Saxophonquartett
- Concertino für Trompete und Streichorchester
- Concertino für Trompete und Blasorchester
- Guysabelle für Trompete, Gitarre und Streichorchester
- Lamento et Fugue für Streichorchester
- Schtroumpf Suite für Blasorchester
- Le Bestiaire de la Pie für Frauenstimme und Orchester
- La Nuit des Songes,  Kantate für gemischten Chor, Klavier und Orchester
- Une Etoile dans la Nuit, Kantate für gemischten Chor, Instrumentalensemble oder Klavier
- Le Croissant de Lune, musikalische Erzählung für Kinder- oder Frauenstimme und Orchester oder Klavier
- Conte de la Planète bleue für Frauen- oder Kinderstimme und Orchester oder Klavier
- Arabesque für Klavier
- Fleurs fanées für Klavier
- Impromptu d'un soir d'été für Klavier
- Préludes fantasques für Klavier
- Valse berceuse für Klavier
- Valse caprice für Klavier